# 道格拉斯 (密歇根州)
道格拉斯（英語：Douglas）是一個位於美國密歇根州阿勒根縣的城市。

## 人口
根據2020年美國人口普查的數據，道格拉斯的面積為5.20平方千米，當中陸地面積為4.61平方千米，而水域面積為0.59平方千米。當地共有人口1378人，而人口密度為每平方千米265人。